# 小行星1180
小行星1180（1180 Rita）是一颗围绕太阳公转的小行星。1931年4月9日，卡爾·威廉·萊茵姆特在海德堡发现了此天体。
这颗小行星的绝对星等为209.53515等。